# Ordine di Manuel Amador Guerrero
L'Ordine di Manuel Amador Guerrero è il più alto tra gli ordini cavallereschi dello stato di Panama.

## Storia
L'Ordine deve il suo curioso nome alla figura di Manuel Amador Guerrero, il primo presidente della Repubblica di Panama. L'Ordine venne istituito nel 50º anniversario dell'indipendenza di Panama, il 29 ottobre 1953. Esso è riservato alle persone (panamensi o non panamensi), distintesi per arti, politica e scienza per oltre cinquant'anni.
Esso, nella forma del Collare d'oro, può essere concesso anche ai capi di Stato stranieri in segno di amicizia.

## Classi
L'Ordine dispone delle seguenti classi di benemerenza:
- Collare d'Oro
- Gran Collare
- Gran Croce
- Grand'Ufficiale

| Nastri          |            |              |               |
| Grand'Ufficiale | Gran Croce | Gran Collare | Collare d'Oro |

## Insegne
La medaglia dell'ordine è composta di una croce bianca smaltata con i bracci uniti da decorazioni d'argento ed avente in centro un disco smaltato di bianco riportante in centro il ritratto del presidente Manuel Amador Guerrero in oro a bassorilievo, attorniato dalla scritta "ORDEN DE MANUEL AMADOR GUERRERO".
La stella dell'ordine riprende le fattezze della medaglia, ma è montata su una stella d'oro raggiante.
Il nastro è giallo con al centro una striscia blu, una bianca ed una rossa.

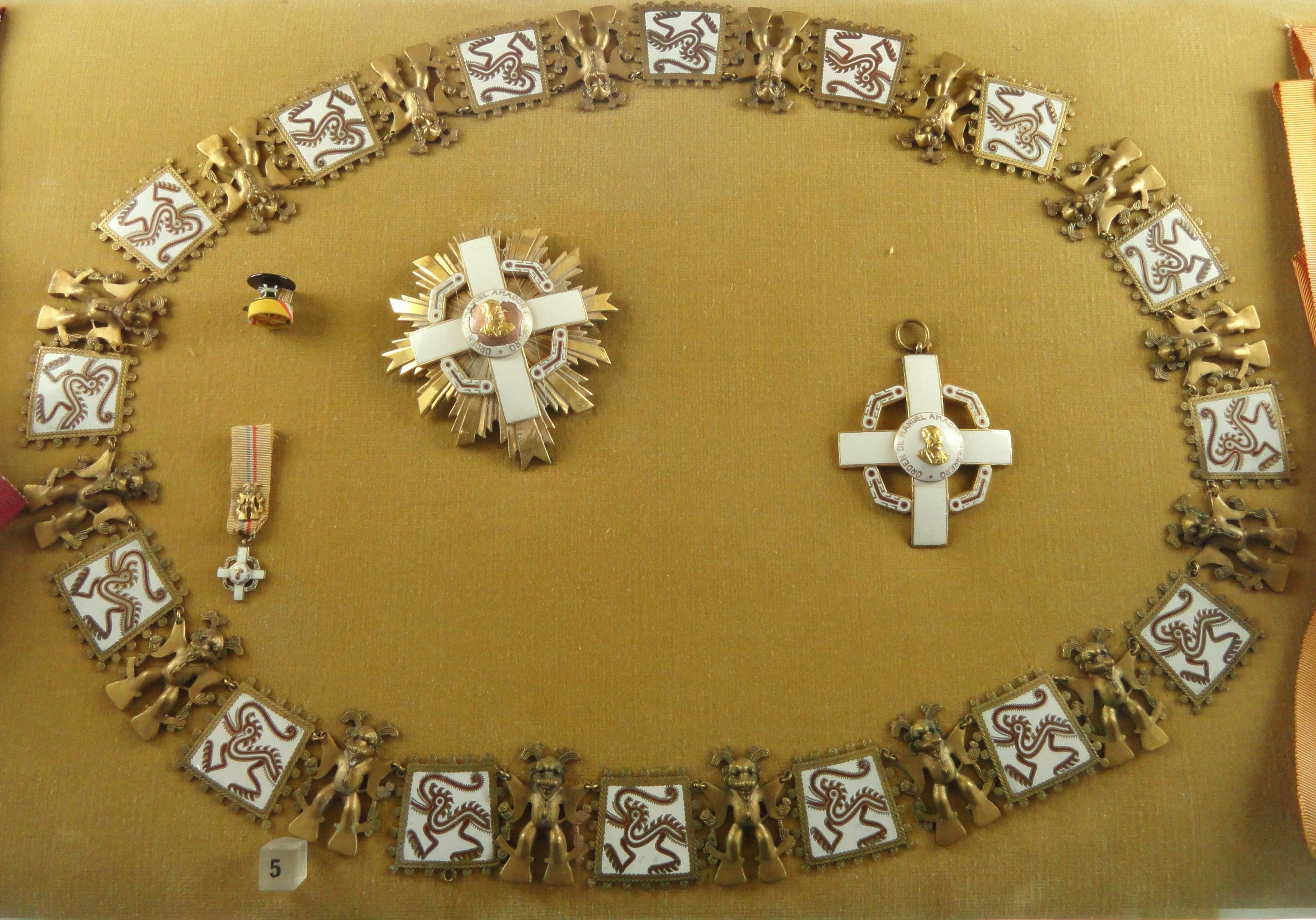
Collare dell'Ordine

## Insigniti notabili

### Collare d'oro
- Elisabetta II del Regno Unito, 29 novembre 1953
- Fernando Henrique Cardoso, 8 agosto 2001
- Akihito, Imperatore del Giappone
- Andrew Bertie, 2000
- Jorge Illueca
- José López Portillo, 1981
- Carlos Saul Menem, 1994

### Gran Collare
- Ranieri III di Monaco
- Julio María Sanguinetti Coirolo, presidente dell'Uruguay
- Juan Carlos I di Spagna

### Cavaliere di Gran Croce
- Howard Baker, 2001
- Filippo, duca di Edimburgo, 29 novembre 1953
- Carlos González Parrodi, 1981
- Carmen Romano de López Portillo, 1981
- Alfonso de Rosenzweig Díaz, 1981
- Eduardo Valdés Escoffery, 1994
- Luis Zorrilla, 1981
- Dionisio de Gracia Guillén, 2001

### Grand'Ufficiale
- Anthony Bailey
- Martin Young
- Paxson Offield, 2005
- Robert Berry, 2005
- Elsie Alvarado de Ricord, 2005

### Cavaliere
- Ricardo Alba, 2002
- Jorge Alessandri Rodríguez
- Harold Bernstein, 2002
- Enrique Berruga Filloy, 1º giugno 2001
- Sean Connery, 11 marzo 2003
- Anil Dhingra, 1997
- Fire Department of New York, 27 novembre 2001
- Harriet Mayor Fulbright
- Karl Johnson, 2001
- Ramiro Ordóñez Jonama, 2001
- Paul Noland, 1997
- David Rockefeller
- Harold Christian Hofmann 2007